# Michael Madsen
Michael Søren Madsen (ur. 25 września 1957 w Chicago, zm. 3 lipca 2025 w Malibu) – amerykański aktor, producent i reżyser filmowy i telewizyjny, także scenarzysta, poeta i fotograf.

## Młodość
Urodził się w Chicago w stanie Illinois jako syn Elaine Loretty Madsen (z domu Melson), scenarzystki, poetki i producentki oraz Calvina Christiana „Cala” Madsena, emerytowanego strażaka. Jego matka miała korzenie irlandzkie, angielskie, szkockie i niemieckie, a ojciec był pochodzenia duńskiego. Jego dziadkowie ze strony ojca – Soren i Anna Marie Madsenowie – wyemigrowali z Danii we wczesnych latach XX wieku. Miał dwie siostry, Cheryl, przedsiębiorcę, i Virginię (ur. 11 września 1961), która także została aktorką. W 1968, kiedy miał jedenaście lat, jego rodzice rozwiedli się, a jego matka porzuciła świat finansów, aby zająć się karierą artystyczną, do czego zachęcał ją krytyk filmowy Roger Ebert.
Uczęszczał do Evanston Township High School w Evanston. Jego idolami byli aktorzy Humphrey Bogart i Robert Mitchum. Przez jakiś czas pracował jako malarz pokojowy i jako stażysta mechanik samochodowy na stacji benzynowej w Beverly Hills.

## Kariera
Pierwsze doświadczenie aktorskie nabył w Steppenwolf Theatre Company w Chicago, gdzie studiował pod kierunkiem aktora Johna Malkovicha i wystąpił w przedstawieniu Myszy i ludzie Johna Steinbecka. Po przeprowadzce do Los Angeles udało mu się nawiązać współpracę z agentem, który w opartym na faktach dramacie biograficznym Wbrew wszelkiej nadziei (Against All Hope, 1982) uzyskał dla niego główną rolę zmagającego się z alkoholizmem Cecila Moego, który przeżył swoje chrześcijańskie nawrócenie. Po występie w dwóch produkcjach NBC: serialu o tematyce medycznej St. Elsewhere (1983) jako Mike O’Connor z Denzelem Washingtonem i dramacie telewizyjnym Edwarda Zwicka Biuletyn specjalny (Special Bulletin, 1983) w roli Jimmy’ego Lenoxa, został obsadzony w roli porucznika Steve’a Phelpsa w filmie fantastycznonaukowym produkcji Metro-Goldwyn-Mayer Gry wojenne (WarGames, 1983) w reżyserii Johna Badhama z Matthew Broderickiem i Ally Sheedy. Pojawił się też gościnnie w serialach, takich jak Policjanci z Miami (1984) i Cagney i Lacey (1984).
Po zagraniu psychotycznego zabójcy Vince’a Millera w dreszczowcu Zabij mnie jeszcze raz (Kill Me Again, 1989) z Valem Kilmerem i Joanne Whalley, zwrócił na siebie uwagę Quentina Tarantino. W dramacie Ridleya Scotta Thelma i Louise (Thelma & Louise, 1991) z Geeną Davis i Susan Sarandon wystąpił w roli Jimmy’ego Lennoxa.
Zagrał w ponad stu filmach, grając często psychopatycznych morderców, m.in. jako socjopata Rudy Travis w sensacyjnym filmie Rogera Donaldsona Ucieczka gangstera (The Getaway, 1994) z Alekiem Baldwinem i Kim Basinger, jako Dominick „Sonny Black” Napolitano w dramacie kryminalnym Mike’a Newella Donnie Brasco (1997) z Alem Pacino i Johnnym Deppem.
Do jego najbardziej pamiętnych ról zalicza się postać Budda w filmie Kill Bill (2003), Pana Blonda we Wściekłych psach (1992) i Vladimira w BloodRayne (2006). Użyczył również głosu jednej z postaci Grand Theft Auto III – Toniego Ciprianiego.
Madsen zagrał też rolę kochającego rodzica zastępczego w Uwolnić orkę (Free Willy, 1993) i Uwolnić orkę 2 (Free Willy 2, 1995), postać doświadczonego mordercy w Gatunku (Species, 1995) oraz agenta CIA Damona Falco w filmie Lee Tamahori Śmierć nadejdzie jutro (Die Another Day, 2002) z cyklu o przygodach Agenta 007 z udziałem Pierce’a Brosnana w roli głównej.

## Życie prywatne
Madsen był trzykrotnie żonaty. Pierwszą żoną była Georganne LaPiere, siostra przyrodnia Cher. W latach 1991–1995 był żonaty z Jeannine Bisignano, z którą miał dwóch synów: Christiana (ur. 1990) i Maxa (ur. 1994). 15 kwietnia 1996 ożenił się z DeAnną Morgan, z którą miał trzech synów: Hudsona Lee (1995-2022), Calvina Michaela (ur. 1997) i Luke’a Raya (ur. 2005).

### Śmierć
3 lipca 2025 Madsen został znaleziony nieprzytomny przez władze, które odpowiedziały na wezwanie 911 w jego domu w Malibu w Kalifornii. Został uznany za zmarłego na miejscu, w wieku 67 lat. Według jego menedżera przyczyną zgonu było nagłe zatrzymanie krążenia.

## Filmografia
| Rok  | Tytuł                                             | Rola                                 | Reżyser                        |
| ---- | ------------------------------------------------- | ------------------------------------ | ------------------------------ |
| 1982 | Against All Hope                                  | Cecil Moe                            | Edward T. McDougal             |
| 1983 | Gry wojenne                                       | porucznik Steve Phelps               | John Badham/Martin Brest       |
| 1984 | Wyścig z księżycem                                | Frank                                | Richard Benjamin               |
| 1984 | Urodzony sportowiec                               | Bartholomew „Bump” Bailey            | Barry Levinson                 |
| 1991 | The Doors                                         | Tom Baker                            | Oliver Stone                   |
| 1991 | Thelma i Louise                                   | Jimmy Lennox                         | Ridley Scott                   |
| 1992 | Wściekłe psy                                      | Vic Vega / pan Blond                 | Quentin Tarantino              |
| 1992 | Poza prawem (TV)                                  | Blood                                | Larry Ferguson                 |
| 1993 | Uwolnić orkę                                      | Glen Greenwood                       | Simon Wincer                   |
| 1994 | Ucieczka gangstera                                | Rudy Travis                          | Roger Donaldson                |
| 1994 | Niebieski tygrys                                  | sprzedawca broni                     | Norberto Barba                 |
| 1994 | Wyatt Earp                                        | Virgil Earp                          | Lawrence Kasdan                |
| 1994 | Felidae                                           | Sinobrody (głos)                     | Michael Schaack                |
| 1995 | Gatunek                                           | Preston „Press” Lennox               | Roger Donaldson                |
| 1995 | Uwolnić orkę 2                                    | Glen Greenwood                       | Dwight H. Little               |
| 1996 | Nieugięci                                         | detektyw Eddie Hall                  | Lee Tamahori                   |
| 1997 | Donnie Brasco                                     | Dominick Napolitano                  | Mike Newell                    |
| 1998 | Gatunek 2                                         | Preston „Press” Lennox               | Peter Medak                    |
| 1999 | Sekcja Alfa (TV)                                  | Dalton                               | John Terlesky                  |
| 2002 | Śmierć nadejdzie jutro                            | Damian Falco, przełożony Jinxa w NSA | Lee Tamahori                   |
| 2003 | Kill Bill Vol. 1                                  | Budd                                 | Quentin Tarantino              |
| 2003 | 44 minuty: Strzelanina w północnym Hollywood (TV) | detektyw Frank McGregor              | Yves Simoneau                  |
| 2004 | Kill Bill Vol. 2                                  | Budd                                 | Quentin Tarantino              |
| 2005 | Sin City: Miasto grzechu                          | detektyw Bob                         | Frank Miller, Robert Rodriguez |
| 2005 | BloodRayne                                        | Włodimir                             | Uwe Boll                       |
| 2005 | Opowieści z Narnii: Lew, czarownica i stara szafa | Maugrim (głos)                       | Andrew Adamson                 |
| 2006 | Straszny film 4                                   | Oliver                               | David Zucker                   |
| 2008 | Hell Ride                                         | Gent                                 | Larry Bishop                   |
| 2008 | Dom                                               | oficer Lawdale                       | Robby Henson                   |
| 2009 | Zielona Latarnia: Pierwszy lot                    | Kilowog (głos)                       | Lauren Montgomery              |
| 2012 | Piraniokonda (TV)                                 | profesor Lovegrove                   | Jim Wynorski                   |
| 2012 | As pik                                            | szef                                 | Draško Đurović                 |
| 2015 | Nienawistna ósemka                                | „Zrzęda” Douglass / Joe Gage         | Quentin Tarantino              |
| 2019 | Pewnego razu... w Hollywood                       | szeryf Hackett                       | Quentin Tarantino              |

## Seriale
- 1984: Cagney i Lacey jako Boyd Evans Strout
- 1984: Policjanci z Miami jako Sally Alvarado
- 1986: Crime Story jako Johnny Fosse
- 1988: Wojna i pamięć jako porucznik „Foof” Turhall
- 1989: Gliniarz i prokurator jako Chase
- 1989: Zagubiony w czasie jako „Niebieski”
- 1998–1999: Mściciel jako pan Chapel
- 2001: Zbrodnie Nowego Jorku jako Terry Maddock
- 2010: CSI: Kryminalne zagadki Miami jako Cooper „Coop” Daly
- 2010: 24 godziny jako Jim Ricker
- 2012: Bob’s Burgers jako Kevin Costner (głos)
- 2012: Zaprzysiężeni jako Benjamin Walker
- 2012–2013: Lekarz mafii jako Russell King
- 2013: Złoty chłopak jako Walter Clark Sr.
- 2014: Hawaii Five-0 jako Roy Parrish
- 2016: Powers jako Patryk / Superwstrząs

## Teledyski
| Rok  | Tytuł                    | Wykonawca              | Rola                 |
| ---- | ------------------------ | ---------------------- | -------------------- |
| 2001 | „You Rock My World”      | Michael Jackson        | bandyta              |
| 2010 | „Obsession”              | Sky Ferreira           | w roli samego siebie |
| 2012 | „As Long as You Love Me” | Justin Bieber          | ojciec dziewczyny    |
| 2014 | „Black Widow”            | Iggy Azalea / Rita Ora | chłopak / Cel        |
| 2019 | „Dancing on your Grave”  | Nick Le Juge           | kapłan               |

## Gry komputerowe
| Rok  | Tytuł                                                  | Rola głosowa    |
| ---- | ------------------------------------------------------ | --------------- |
| 2001 | Grand Theft Auto III                                   | Toni Cipriani   |
| 2003 | True Crime: Streets of LA                              | Don Rafferty    |
| 2004 | Driv3r                                                 | John Tanner     |
| 2005 | Yakuza                                                 | Futoshi Shimano |
| 2012 | Dishonored                                             | Daud            |
| 2014 | The Walking Dead: Season Two                           | William Carver  |
| 2016 | Dishonored 2                                           | Daud            |
| 2021 | Grand Theft Auto: The Trilogy – The Definitive Edition | Toni Cipriani   |
| 2022 | Crime Boss Rockay City                                 | Travis Baker    |